# Clan Csanád
 (juillet 2024).
Si vous disposez d'ouvrages ou d'articles de référence ou si vous connaissez des sites web de qualité traitant du thème abordé ici, merci de compléter l'article en donnant les références utiles à sa vérifiabilité et en les liant à la section « Notes et références ».
Le clan Csanád (parfois Sunad ou encore Chanad, hongrois : Csanád nemzetség) est le patronyme d'une ancienne gens - clan - magyare.

## Histoire
Le clan est probablement issue de Csanád, chef magyar de la première moitié du XIe siècle, fils de Doboka et apparenté aux Árpád. Il donne leur nom au comitat de Csanád. Ses membres sont également possessionnés dans les comtitats de Temes, Szerém, Vas, Győr et dans le banat de Mačva.

## Personnalités
- Vejte Csanád (en), juge suprême du Royaume de Hongrie (1199-1200). Ispán de Csanád, Krassó et Nyitra. Père du suivant.
- Theodore Csanád (en) († ca. 1234), palatin de Hongrie en 1222 et ispán d'au moins cinq comtés dans les premières décennies du XIIIe siècle.
- Pongrácz Csanád (1218-1256), père de Tamás, ispán, seigneur de Telegd après 1299 et fondateur de la famille Thelegdy.